# Artiphex joannae
Espèce
Synonymes
- Phonognatha joannae Berland, 1924

Artiphex joannae est une espèce d'araignées aranéomorphes de la famille des Araneidae.

## Distribution
Cette espèce est endémique de Nouvelle-Calédonie.

## Description
Le mâle syntype mesure 3,5 mm et la femelle syntype 12 mm.
La femelle décrite par Kallal et Hormiga en 2018 mesure 12,43 mm, les femelles de 11,35 à 12,43 mm.

## Systématique et taxinomie
Cette espèce a été décrite sous le protonyme Phonognatha joannae par Berland en 1924. Elle est placée dans le genre Artifex par Kallal et Hormiga en 2018. Artifex Kallal & Hormiga, 2018 étant préoccupé par Artifex Silveira, 2008, il a été remplacé par Artiphex par Kallal et Hormiga en 2022.

## Publication originale
- Berland, 1924 : « Araignées de la Nouvelle-Calédonie et des iles Loyalty. » Nova Caledonia. Zoologie, vol. 3, p. 159-255 (texte intégral).